# Chalybeothemis fluviatilis
Chalybeothemis fluviatilis – gatunek ważki z rodziny ważkowatych (Libellulidae).